# 黄花马铃苣苔
黄花马铃苣苔（学名：Oreocharis flavida）为苦苣苔科马铃苣苔属下的一个种。

## 扩展阅读
- 維基物種上的相關：黄花马铃苣苔